# 明星志願FB
明星志願FB一款已結束營運的遊戲，由大宇資訊發行，是知名單機養成遊戲《明星志願》的社交遊戲版本。該作將於2010年下半年在Facebook上開始運作，而這亦是大宇資訊第一次跨足社交遊戲領域。